# Stadio Armando Picchi
Stadio Armando Picchi je víceúčelový stadion v toskénském Livornu. V současnosti je nejvíce využíván pro fotbal. Byl otevřen v roce 1935 a jeho kapacita činí 19 238 diváků. Své domácí zápasy zde hraje tým AS Livorno Calcio. Je lehce znevýhodněn tím že má atletický ovál. Je pojmenován po Armandu Picchim, bývalém fotbalistovi Livorna a Internazionale